# Gusinje
Gusinje este un oraș din comuna Gusinje, Muntenegru. Conform datelor de la recensământul din 2003, orașul are 1704 de locuitori (la recensământul din 1991 erau 2472 de locuitori).

## Demografie
În orașul Gusinje locuiesc 1189 de persoane adulte, iar vârsta medie a populației este de 35,6 de ani (34,3 la bărbați și 36,8 la femei). În localitate sunt 483 de gospodării, iar numărul mediu de membri în gospodărie este de 3,53.
|  |

| Demografie | Demografie | Demografie |
| An         | Locuitori  | Locuitori  |
| ---------- | ---------- | ---------- |
|            |            |            |
|            |            |            |
|            |            |            |
|            |            |            |
| 1948       | 2402       |            |
| 1953       | 2555       |            |
| 1961       | 2756       |            |
| 1971       | 2695       |            |
| 1981       | 2625       |            |
| 1991       | 2472       | 2076       |
| 2003       | 3015       | 1704       |

| \| Componența etnică conform recensământului din 2003[2] \| Componența etnică conform recensământului din 2003[2] \| Componența etnică conform recensământului din 2003[2] \| Componența etnică conform recensământului din 2003[2] \| Componența etnică conform recensământului din 2003[2] \| \| ----------------------------------------------------- \| ----------------------------------------------------- \| ----------------------------------------------------- \| ----------------------------------------------------- \| ----------------------------------------------------- \| \| \| \| \| \| \| \| Bosniaci \| Bosniaci \| \| 1175 \| 68,95% \| \| Musulmani \| Musulmani \| \| 262 \| 15,37% \| \| Albanezi \| Albanezi \| \| 173 \| 10,15% \| \| Muntenegreni \| Muntenegreni \| \| 48 \| 2,81% \| \| Sârbi \| Sârbi \| \| 37 \| 2,17% \| \| Croați \| Croați \| \| 1 \| 0,05% \| \| Macedoneni \| Macedoneni \| \| 1 \| 0,05% \| \| necunoscută \| necunoscută \| \| 1 \| 0,05% \| |              |  |      |        |
| Componența etnică conform recensământului din 2003 |              |  |      |        |
| |              |  |      |        |
| Bosniaci | Bosniaci     |  | 1175 | 68,95% |
| Musulmani | Musulmani    |  | 262  | 15,37% |
| Albanezi | Albanezi     |  | 173  | 10,15% |
| Muntenegreni | Muntenegreni |  | 48   | 2,81%  |
| Sârbi | Sârbi        |  | 37   | 2,17%  |
| Croați | Croați       |  | 1    | 0,05%  |
| Macedoneni | Macedoneni   |  | 1    | 0,05%  |
| necunoscută | necunoscută  |  | 1    | 0,05%  |

## Literatura
- „Gusinje”. Narodna enciklopedija. Zagreb: Bibliografski zavod. 1927.